# Trombocit
Trombociti ali krvne ploščice so krvne celice, ki mašijo rane na organizmu in s tem preprečujejo prevelike izgube krvi. Zato so trombociti izredno pomembni pri hemotazi, saj je izguba krvi za vse homeostatske procese usodna (npr. prenašanje kisika).
V kubičnem milimetru (mm3) krvi je od 150,000 do 300,000 trombocitov, od tega je 40 % v vraničnem krvnem obtoku. V krvnem obtoku preživijo od 8 do 10 dni, nato pa jih odstranijo makrofagi. Stanje pomanjkanja trombocitov oz. zmanjšanega števila v krvi imenujemo trombocitopenija.
Krvne ploščice pravzaprav niso prave celice, temveč le ovitki celične membrane, v katerih so različne snovi, ki ob poškodbi reagirajo z drugimi snovmi v krvi. Nastajajo torej kot drobci večjih celic, imenovanih megakariociti. Pri slednjih z zorenjem citoplazme nastajajo zrnca (granule), mešički (vezikule) z lizosomnimi granulami in sistem demarkacijskih membran, ki razmejujejo citoplazmo, iz katere nastanejo trombociti.
Pri barvanju po klasični metodi po Giemsi ločimo temnomodro sredico, imenovano granulomera, ter obdajajoči svetlomoder pas, imenovan hialomera. Glavne sestavine hialomere so mikrotubuli in aktinski filamenti. V granulomeri je majhno število mitohondrijev, nekaj glikogena, peroksisomi ter trije tipi zrnc: alfa (α), delta (δ) in lambda (λ). Alfa zrnca vsebujejo različne koagulacijske faktorje, delta vsebujejo kalcijeve ione (Ca2+), adenozin difosfat (ADP), adenozin trifosfat (ATP), serotonin, histamin in pirofosfatazo, lambda pa so v bistvu lizosomi, ki vsebujejo hidrolitične encime.

## Vloga pri hemostazi
Sam proces mašenja ran, tj. zaustavitve krvavitve, je skupek treh mehanizmov: ko se poškoduje velika žila, npr. arterija ali vena, sprva trombociti začnejo sproščati nevrotransmiter serotonin, ki vpliva na gladke mišice v žilah. Zatem se sproži drugi mehanizem, to je skrčenje žil, s katerim se rana zoži. Slednje je zelo pomembno, saj omogoča zadnji mehanizem, tj. nastajanje krvnega strdka, ki nastane kmalu zatem.
Strjevanje krvi oz. nastajanje krvnega strdka je rezultat delovanja koagulacijskih dejavnikov in trombocitov, poteka pa prav tako v treh stopnjah:
1. Iz pretrganega tkiva se sprostijo snovi, ki skupaj s kalcijevimi ioni aktivirajo tromboplastin, encimski aktivator.
2. Encimski aktivator aktivira strjevalni faktor protrombin in druge faktorje; iz protrombina tako nastane trombin in slednji omogoči skupaj z različnimi strjevalnimi faktorji naslednjo stopnjo.
3. Encimi skupaj s kalcijevimi ioni izzovejo reakcijo, pri kateri s pomočjo trombina (v vlogi katalizatorja razcepijo fibrinogen na 2 dela, ki se zlepita v dolgo nitasto beljakovino fibrin; zatem se več fibrinov poveže v vlaknato mrežico, v katero se ujamejo krvne celice: nastane krvni strdek.